# Teatro municipale (Brno)
Il Teatro municipale (in ceco Městské divadlo Brno) è un teatro di Brno nella Repubblica Ceca, specializzato in teatro drammatico e musical. Il direttore è Stanislav Moša.

## Storia
Il teatro fu fondato nell'estate del 1945 con il nome di Svobodné divadlo (Teatro libero) ad opera di una cerchia di persone legate al regista Milan Pásek e con il supporto del professor Jiří Kroha, con l'intento di ospitare giovani artisti che da tempo desideravano uno spazio per mettere in scena opere di autori contemporanei. Il teatro cambiò più volte nome: Městské a oblastní divadlo (1949), Krajské oblastní divadlo (1950) e Divadlo bratří Mrštíků (Teatro Fratelli Mrštík) (1954), assumendo il nome definitivo il 25 luglio 1996.

## Descrizione
Il teatro, che è situato nella via Lidická, nel quartiere di Brno-střed (nel centro storico della città), ha due spazi per gli spettacoli: una sala per le opere teatrali, con una capacità massima di 365 posti a sedere, e una per le esibizioni di musica contemporanea, con una capacità massima di 680 posti a sedere. Il teatro ha una propria orchestra, che viene utilizzata principalmente per spettacoli musicali.
Nel teatro hanno luogo diverse rappresentazioni teatrali o musicali, alcune delle quali scritte specificamente per il teatro stesso.

### Il cortile del teatro
Nel periodo estivo, nel cortile del teatro, viene allestito un festival.

### Il cortile del Vescovo
Nella zona denominata il cortile del Vescovo, durante il periodo estivo, viene allestita un'area dedicata alle rappresentazioni teatrali. Alcune di tali rappresentazioni sono state create appositamente per tale luogo.